# Come On (chanson de Earl King)
Pour les articles homonymes, voir Come On.
Singles de Earl King
The Things That I Used to Do
(1960) You're More to Me Than Gold
(1960)
Come On (souvent appelée Let the Good Times Roll) est une chanson écrite par l'artiste de R&B de la Nouvelle-Orléans Earl King. 
Come On ne s'est pas classé à sa sortie, mais a acquis une plus grande visibilité grâce à Jimi Hendrix. 

## Version de Earl King
Earl King a d'abord enregistré la chanson sous le nom de Darling Honey Angel Child en 1960 pour la filiale d'Ace Records, Rex. Plus tard cette année-là, il l'a enregistré en tant que chanson en deux parties pour Imperial Records en utilisant de nouvelles paroles. Rénommé Come On, le single est sorti en 1960 avec la première partie en face A et la seconde en face B (Imperial 5713).
Les paroles de la chanson sont basées sur Let the Good Times Roll, une chanson de jump blues de 1946 par Louis Jordan et de son Tympany Five. Cependant, instrumentalement, la guitare est plus mise en avant. Le compositeur John Perry le compare aux instrumentaux de Freddie King, tels que Hide Away et The Stumble. Il ajoute qu'il est joué dans la "clé de mi ... spécialement conçue pour entasser autant de coups chauds que possible dans un seul numéro".

## Reprise de Jimi Hendrix
La chanson a été l'une des premières chansons jouées par Hendrix, en commençant par des groupes de lycée au club de musique Spanish Castle au sud de Seattle. En 1968, il enregistre Come On avec le Jimi Hendrix Experience pour leur troisième album, Electric Ladyland. Hendrix suit les parties de guitare rythmique de King, mais interprète la chanson à un tempo plus rapide, donnant à la chanson une sensation plus rock. Le bassiste Noel Redding et le batteur Mitch Mitchell fournissent également un rythme plus entraînant, ce qui ajoute de l'emphase pendant le solo de guitare de Hendrix. C'était la dernière chanson enregistrée pour Electric Ladyland. Selon Redding, "cela a été fait pour remplir l'album... Nous l'avons juste joué en direct et ils l'ont pris".

## Autres reprises
En 1977, Earl King réenregistra une version mise à jour aux Knight Studios de Metairie, en Louisiane. Intitulé Come On (Let the Good Times Roll), il montre l'influence de Hendrix et a été publié par Sonet Records. Plusieurs autres musiciens ont enregistré des interprétations de la chanson, y compris Dr. John (sous le nom de Let the Good Times Roll pour Dr. John's Gumbo en 1972); Freddie King (Cambrioleur, 1974); James Booker (sous le nom de Let the Good Times Roll pour Live from Belle Vue, 2015) et Stevie Ray Vaughan (sous le nom de Come On (Part III) pour Soul to Soul, 1985). En 2013, Flo Rida a inclus une partie du refrain, crédité, dans Let it Roll, qui a également échantillonné l'enregistrement de Freddie King en 1974.